# Kimola kanal
Kimola kanal (finska: Kimolan kanava) är en 5,5 kilometer lång kanal i Kymmene älvs vattendrag och ligger i kommunerna Itis och Kouvola. Kanalen byggdes för att underlätta flottningen av stockar från Päijänne till fabrikerna längs Kymmene älv. Kanalen rätar ut den så kallade kröken i Kymmene älv och undviker därmed kraftverken i Vuolenkoski och Mankala och förkortar rutten med nästan 30 km. Den förbinder sjön Konnivesi med sjön Pyhäjärvi i Kymmene älvs övre lopp. Västra ändan ligger i Koskenniska i Itis kommun och östra ändan i Kimola i Kouvola stad. Kanalen fungerade som flottningsled 1966–2000-talets början. Kanalen började rustas för båttrafik 2018 och togs i bruk för båttrafik 2020.

## Flottningskanalen
Kanalen började byggas 1962 och invigdes 1966. Färdigställandet av flottningsbommar och andra konstruktioner fortsatte ändå fram till 1969. Som byggherre fungerade dåvarande Väg- och vattenbyggnadsverket. Två 30-tons-lyftkranar levererades av Valmets fabrik i Rautpohja i Jyväskylä.
Det fanns inga slussar i flottningskanalen utan skillnaden i vattenhöjd reglerades med en 12 meter hög damm, över vilken stockknippen lyftes ner med en stor lyftkran. I den nedre kanalen fortsatte stockarna sin färd genom en 70 meter lång bergstunnel och via en öppen kanal vidare mot Pyhäjärvi. Kanalens bredd var två stockknippen. Som smalast var kanalen 12 meter, vilket motsvarar bredden på cirka ett stockknippe.
Flottningen av stockar avslutades till största delen 1999 och de sista stockarna flottades genom Kimola kanal 14 augusti 2002.

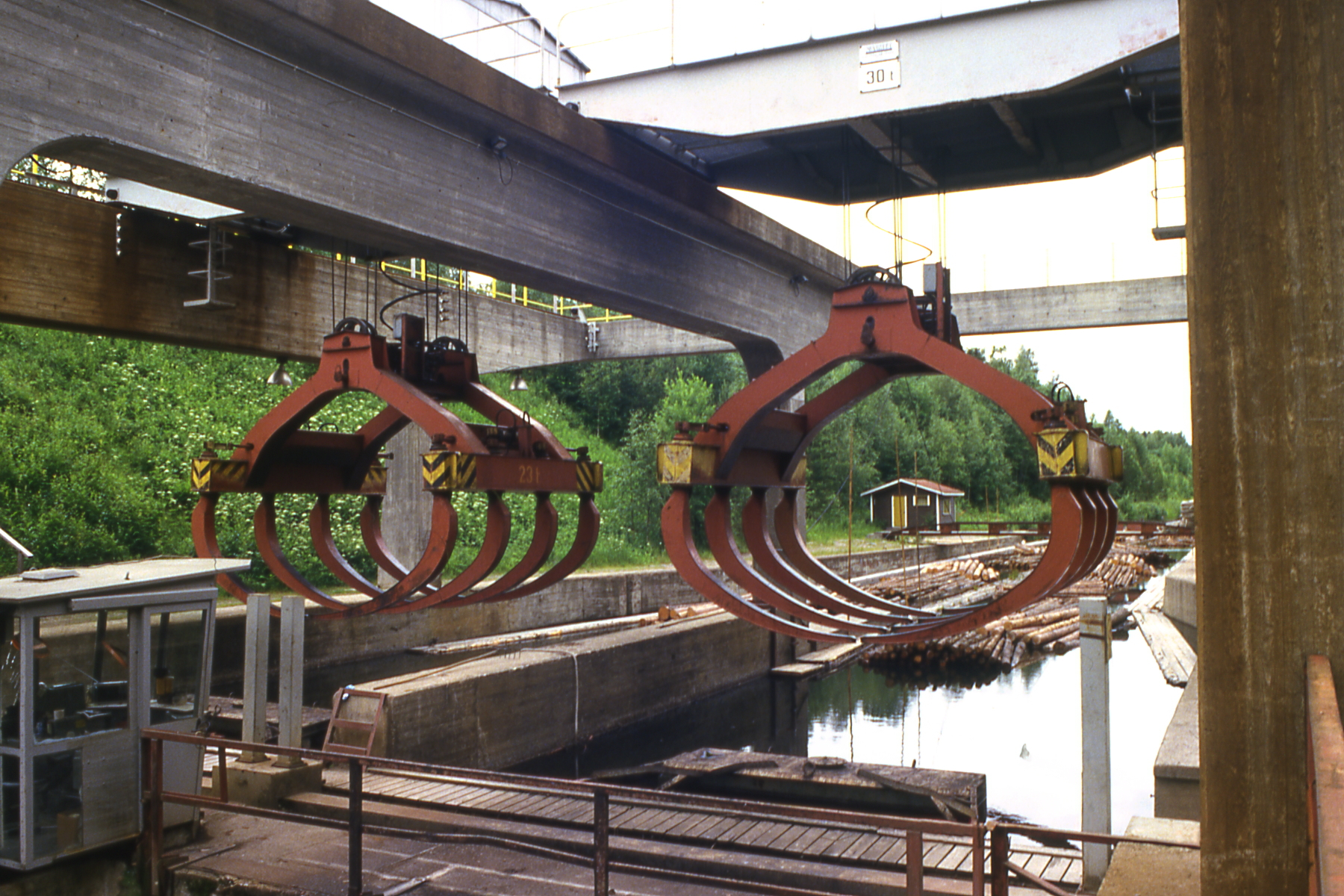
Knippekranen 1987.
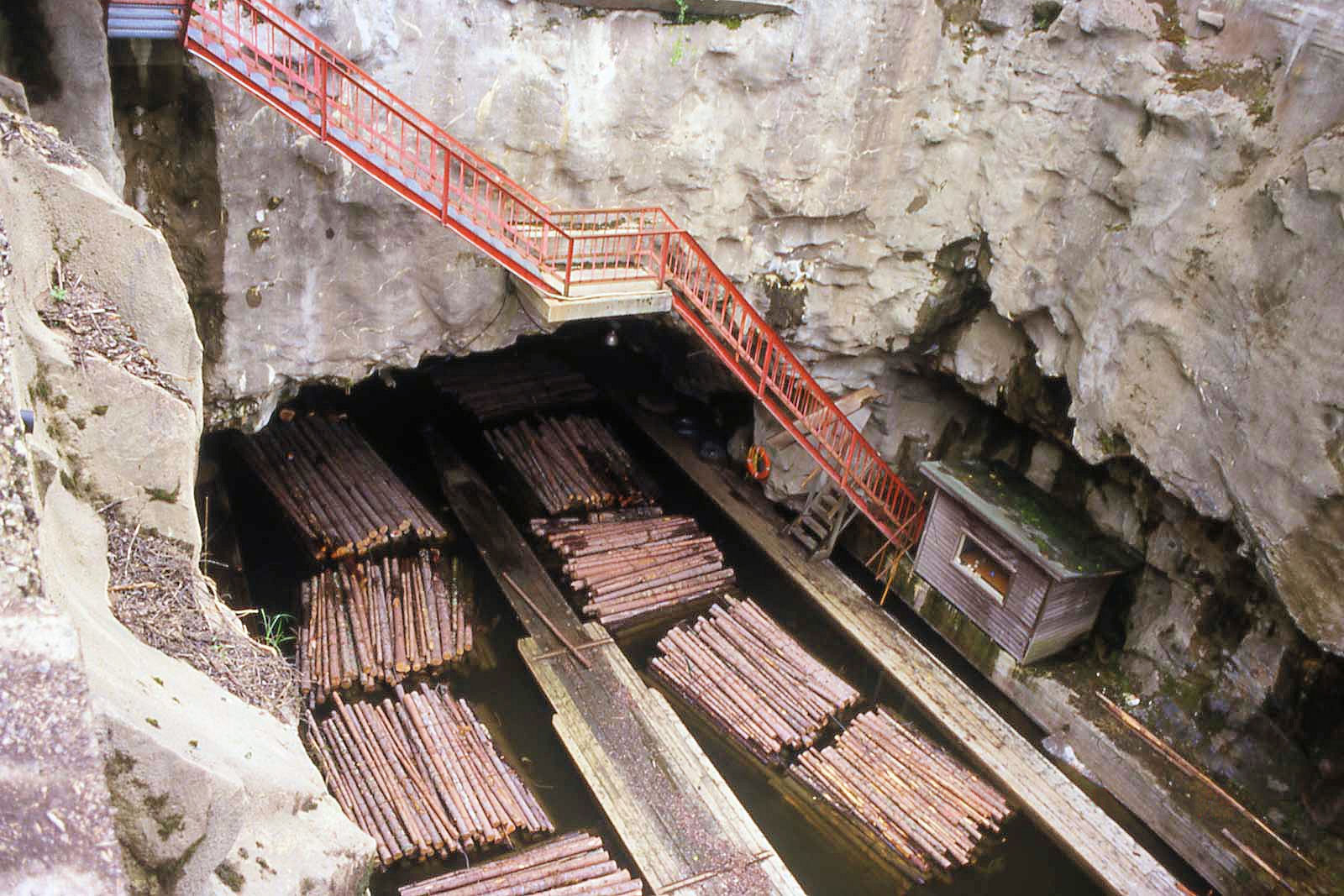
Stockar vid flottningstunnelns mynning  1987.
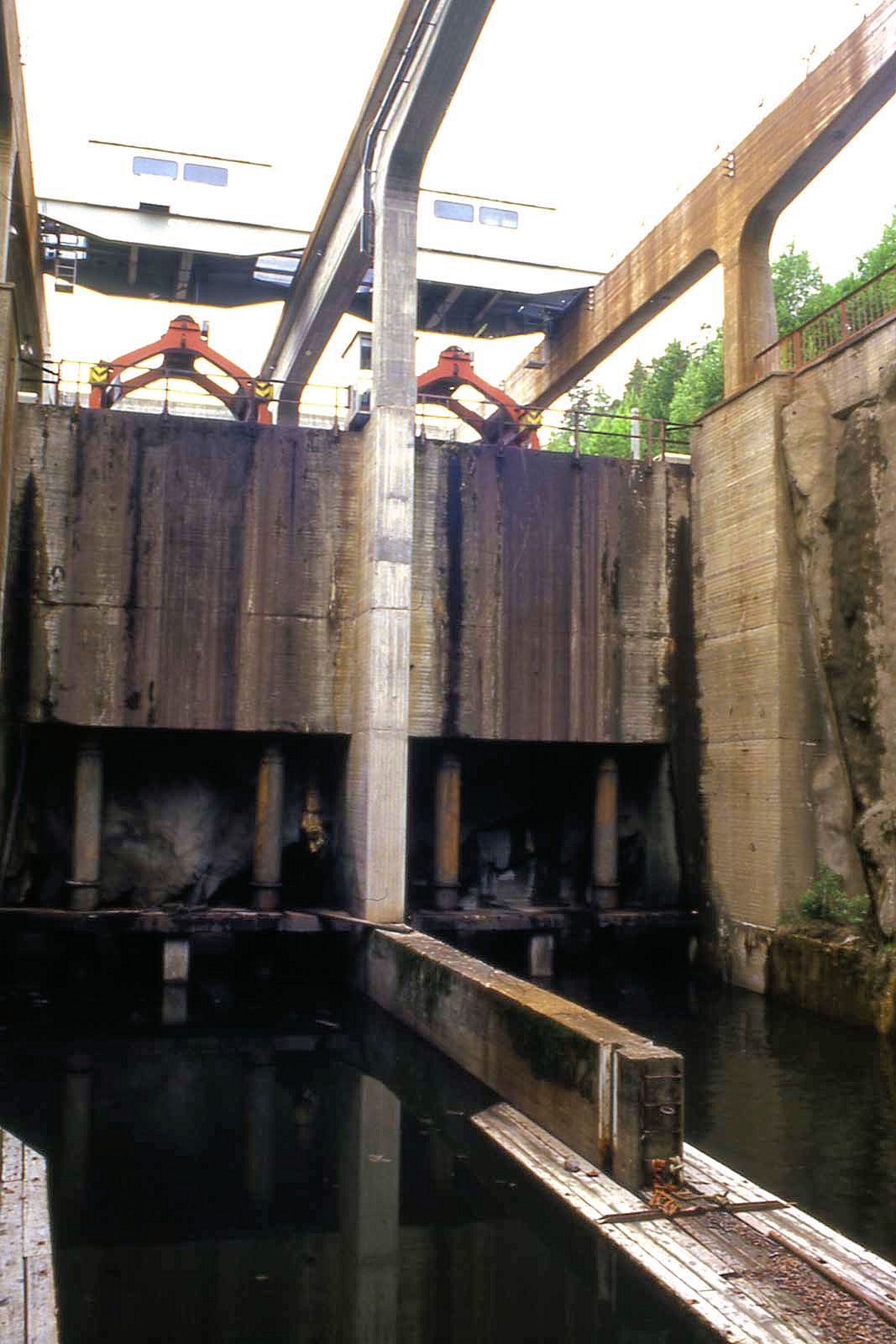
Knippekranen och dammen sedda från flottningstunnelns mynning  1987.
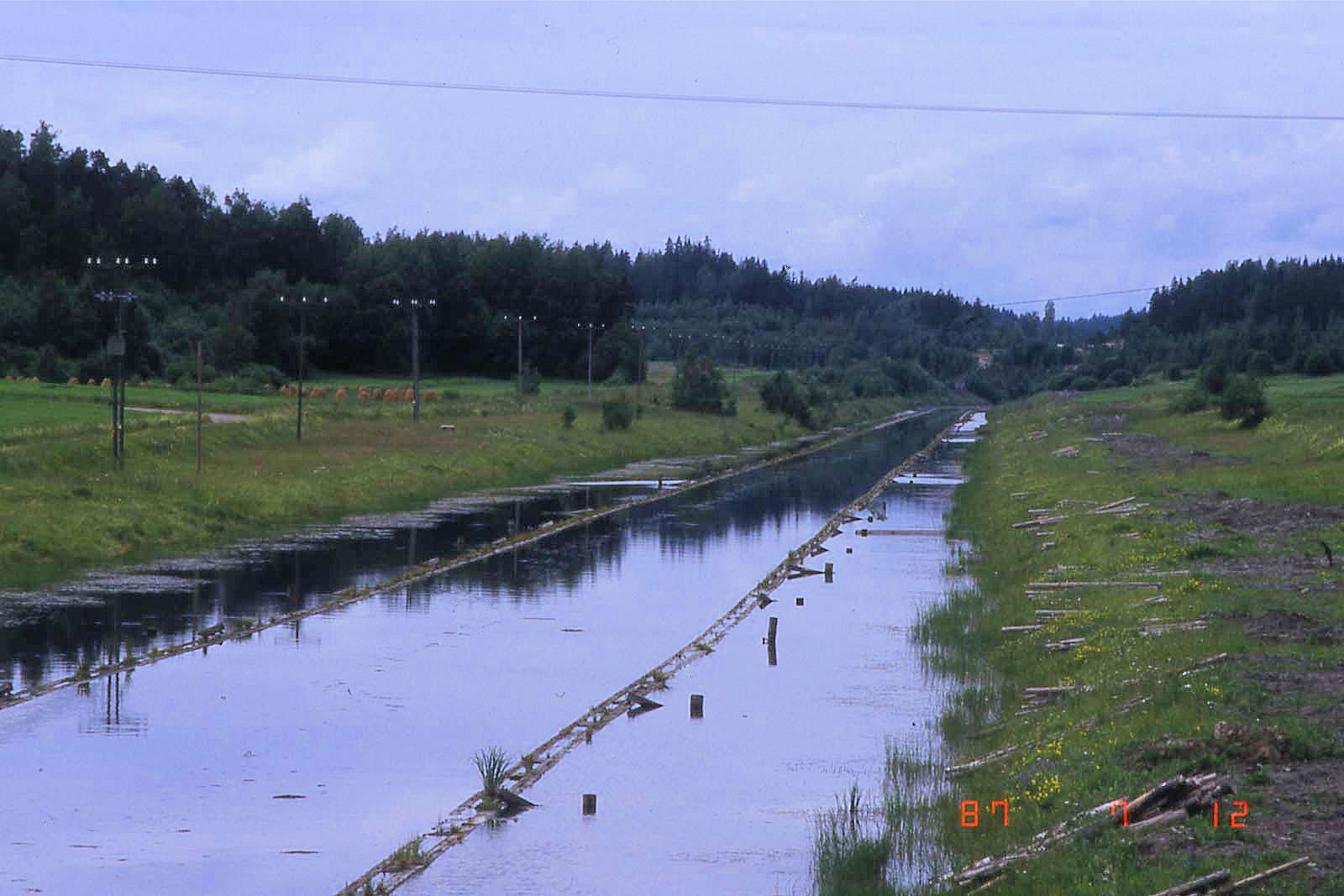
Kanalen med flottningsbommar 1987.
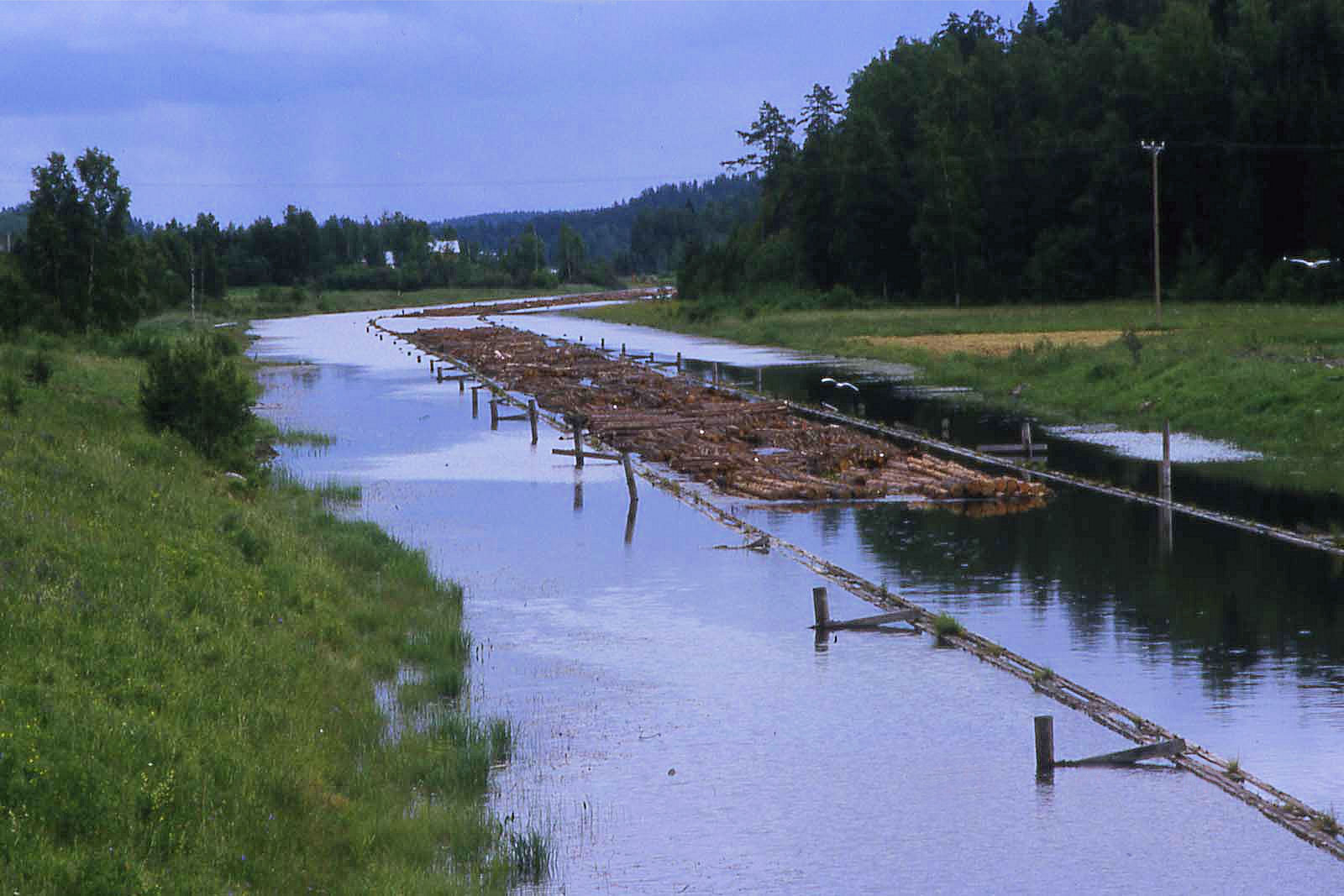
Stockar som flottas 1987.

## Båtkanalen
Kimola kanal öppnade för båttrafik i augusti 2020. Kanalen är 5,5 kilometer lång. Det speciella med kanalen är den i Finland exceptionellt höga slussningshöjden, 12 meter, samt att kanalen löper som enda kanal i Finland genom en 70 meter lång bergstunnel. Ledens bredd är 14 meter och vid slussen 12 meter. Djupgåendet är 1,8 meter. Broarnas höjd är 4,8 meter. Slussen är 35 meter lång och 8 meter bred. Genom Kimola kanal bildas en 400 kilometer lång båtrutt från Kouvola till Jyväskylä.

### Bakgrund

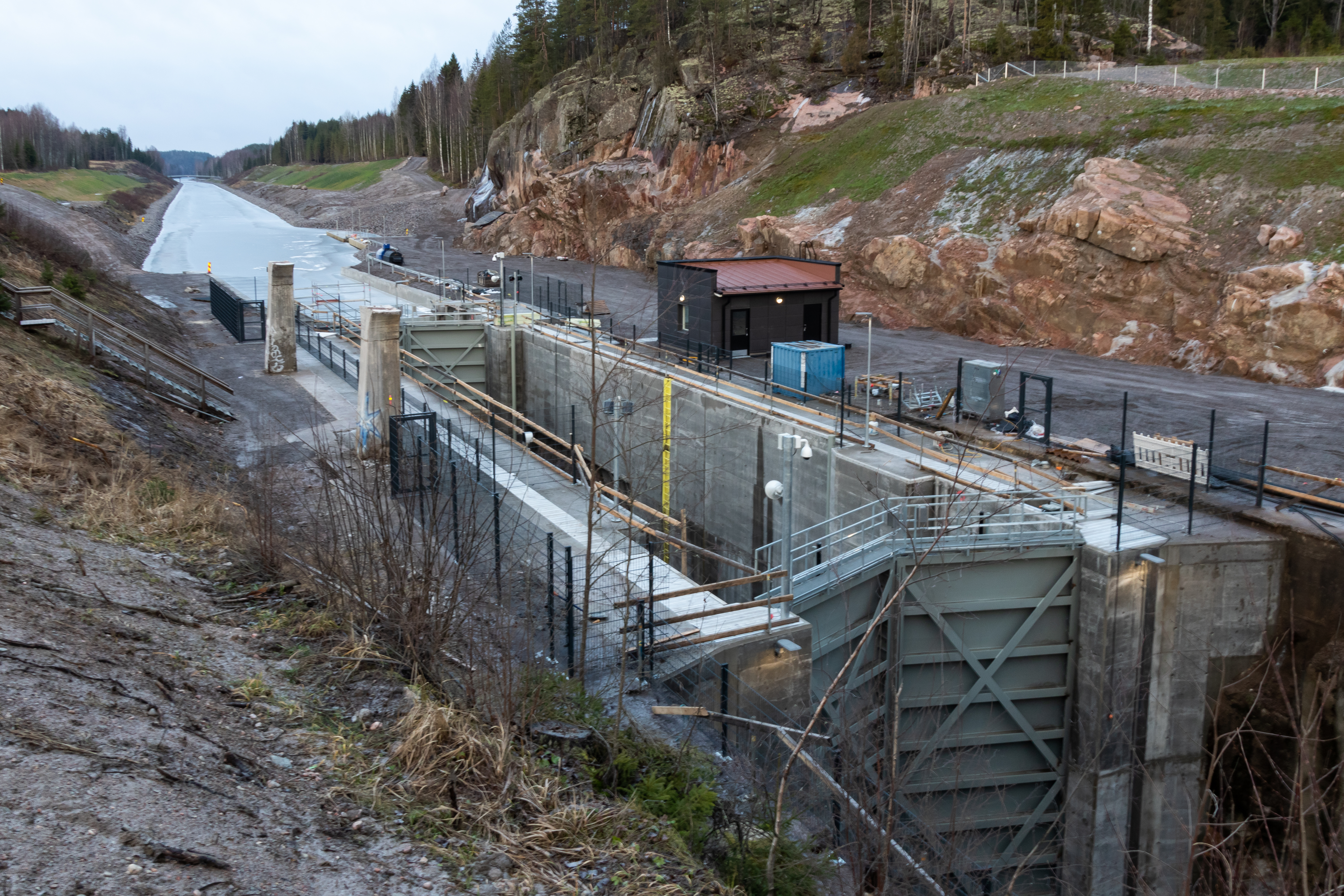
Kimola kanals sluss under byggnad i december 2019.

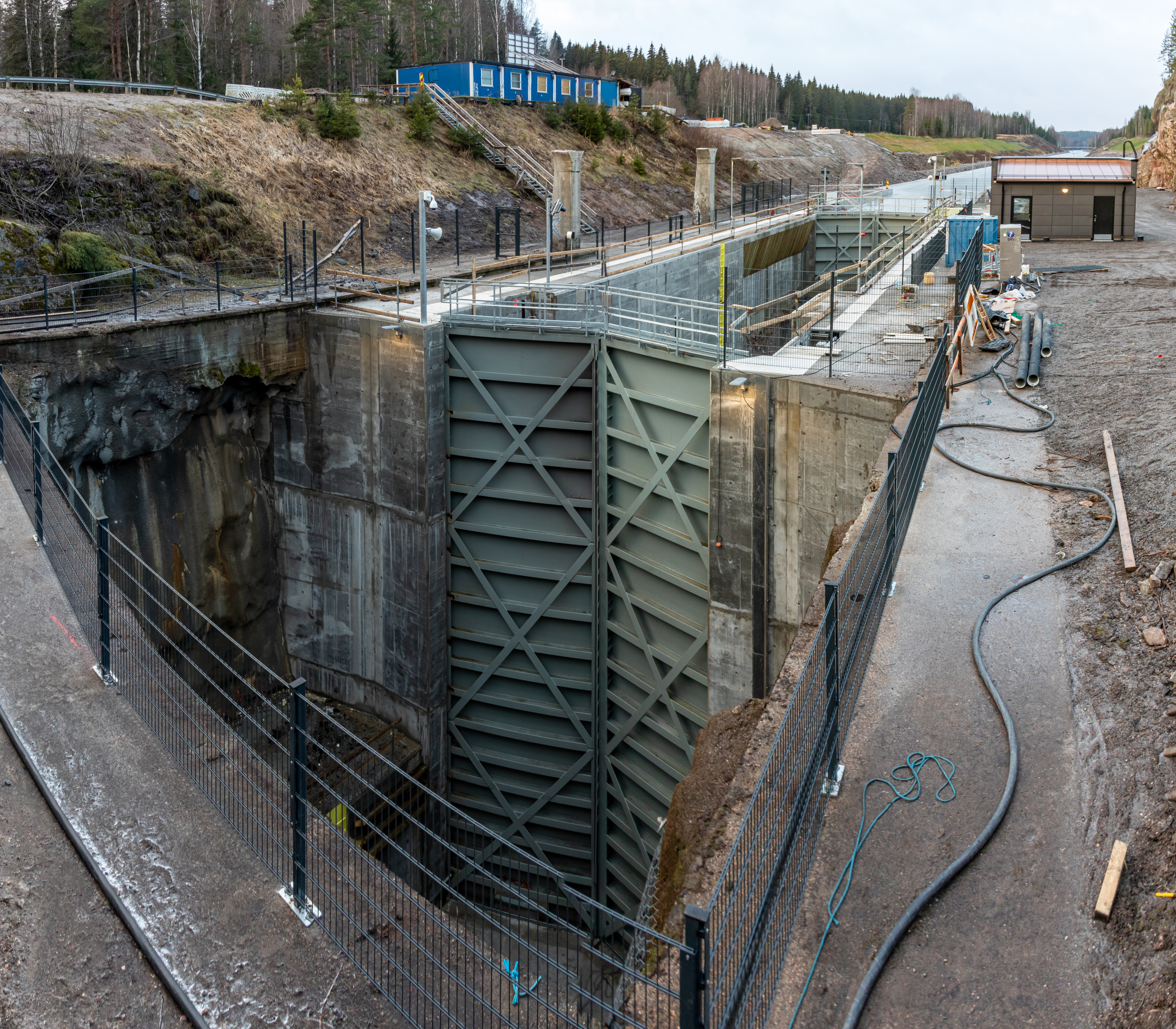
Slussen under byggnad i december 2019.

Efter att flottningen upphörde föreslog hembygds- och byaråden i Vuolenkoski och Jaala att Kimola kanal skall byggas om till en slusskanal för att betjäna turisttrafiken. Det har funnits förslag på att hela Kymmene älv ska kanaliseras ner till Finska viken, och då skulle Kimola kanal vara en av slusskanalerna på denna rutt. Kanalens ägare, flottningsföreningen Järvi-Suomen Uittoyhdistys, meddelade att flottningen endast upphört tillsvidare, men inte permanent, och enligt flottningsstadgan borde en eventuell fortsatt flottning i kanalen beaktas.
Konsultföretaget Pöyry publicerade en utredning 2011 som kom fram till att det är lönsamt att riva dammen och knippekranen i Kimola kanal och ersätta dem med en sluss. Kostnaden för enbart slussen beräknades vara 6,2 miljoner euro och höjandet av de vägar som korsar rutten skulle kosta 2 miljoner euro. Staten skulle antagligen ansvara för byggandet och underhållet. Byggandet av en sluss skulle främja turismen och strandbyggandet och kanalen skulle också kunna transportera frakt. 2012 godkände den lokala Närings-, trafik- och miljöcentralen en finansieringsansökan för planeringen. Ett föravtal med kanalens ägare Järvi-Suomen Uittoyhdistys gjordes där parterna gick med på att kanalens ägo överförs från flottningsföreningen till den part som genomför upprustandet av kanalen. Senare framkom att kanalens strandbankar var svaga och riskerade att rasa, och summan på flera miljoner som skulle krävas för att iståndsätta dem kom som en överraskning för dem som ville upprusta kanalen.
Efter statens finansieringsbeslut påbörjades upprustningen av kanalen sommaren 2018. Den gamla knippekranen revs och istället byggdes en 12 meter hög sluss. Den är bland de största i Finland och har samma höjd som Finlands högsta sluss, Mälkiä sluss, i Saima kanal. Den 70 meter långa bergstunneln behölls och den breddades och höjdes, samt förstärktes. Tunneln behölls på lokalinvånarnas önskan och att bygga en bro istället för tunneln skulle också ha varit dyrare. Projektet var ett samarbete mellan Trafikledsverket och kommunerna Itis, Kouvola och Heinola. Staten stod får 2/3 av kostnaden på 20,8 miljoner euro, medan kommunerna delade på återstoden. Kouvola stad blir ägare av kanalen. Kimola kanal öppnade för båttrafik 3 augusti 2020.